# Lukwasisiga
Lukwasisiga, jedan od 4 originalna egzogamna matrilinearna klana (kumila) Trobrijandžana, melanezijskog naroda s otočja Trobriand, čije je totem krokodil, ili prema drugima može biti i zmija ili oposum. Funkcija kumile u tribrijandžanskom društvu je podjela sela,  'valu'  na ženidbene i ne-ženidbene kategorije, pa stoga ovi segmenti društva nemaju svojih vođa ili poglavica, nego zaselke, katuposula. Stanište obitelji je viri-avunkulokalno. Ostala 3 klana su Malasi, Lukulabuta i Lukeba i svaki se grana na niz podklanova ili loza. 